# Sotirios Athanasopoulos
Sotirios Athanasopoulos war ein griechischer Turner.

## Olympia 1896 Athen
Athanasopoulos nahm an den Olympischen Sommerspielen 1896 in Athen teil. Er war Mitglied der griechischen Barrenmannschaft und gewann zusammen mit Petros Persakis, Thomas Xenakis und Nikolaos Andriakopoulos die Silbermedaille.